# Igreja de Santa Maria (Shenley)

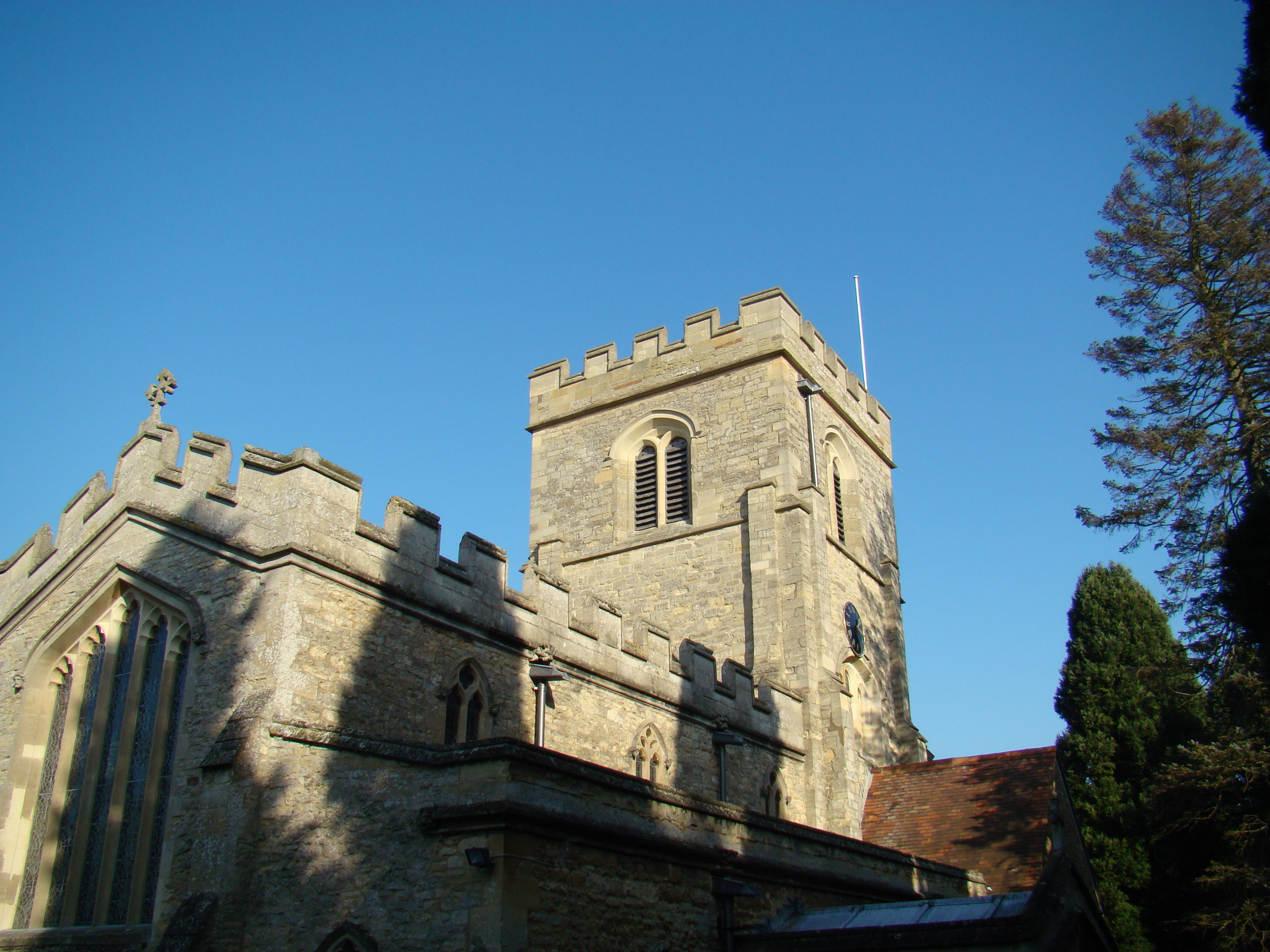
Igreja de Santa Maria, Shenley, no centro da antiga vila

A Igreja de Santa Maria em Shenley é uma igreja ecuménica localizada em Shenley Church End, Milton Keynes, na Inglaterra. A igreja agora faz parte da Parceria Ecuménica de Watling Valley. É provável que o edifício da igreja tenha existido de alguma forma desde 1223, pois é quando o primeiro reitor é registado. Partes da nave datam de cerca de 1150, e partes da capela-mor datam de cerca de 1180. O trabalho em pedra na igreja cobre os períodos normando e inglês. O corredor norte foi construído no século XIV e a fonte no século XV. A igreja está listada como Grau I, e acomoda aproximadamente 120 pessoas.